# Pudelpointer
Pudelpointer er en stående jagthund fra Tyskland, som blev fremavlet i 1880-tallet af baron Sigismund von Zedlitz und Neukirch (1838-1903) som også var en af initiativtagerne til at forædle og renavle ruhåret hønsehund.
Racen er baseret på engelsk pointer med indkrydsning af puddel/barbet, og ligner en ruhåret pointer eller griffon korthals (Griffon d'arret à poil dur), som begge har lignende tilblivelse. Den oprindelige avlsbase skal have bestået af omkring 90 pointere, og syv pudler/barbetter.